# 呈味性ヌクレオチド
呈味性ヌクレオチド（ていみせいヌクレオチド）は、1913年に小玉新太郎博士により発見された鰹節のうま味成分であるイノシン酸、1957年にヤマサ醤油の国中明らや武田薬品工業の緒方浩一・大村栄之助・杉野幸夫らによって作られたシイタケのうま味成分であるグアニル酸など、うま味を感じさせる核酸関連物質の総称である。ヌクレオチド呈味物質とも言われる。
これらの呈味性ヌクレオチドと、うま味を生じるアミノ酸であるグルタミン酸の相乗作用が発見されたことから複合調味料が誕生し、市販されるようになった。さらにこれにより微生物による種々の核酸関連物質の生産に関する研究が進歩し、後の核酸発酵に多大な影響を与えた。その後の呈味性ヌクレオチド生産についての研究は生化学の発展に伴って多くの成果を挙げた。また、糖はリボース以外にデオキシリボースの場合にも弱い呈味性があり、イノシン酸、グアニル酸、キサンチル酸のグルタミン酸ナトリウム共存下での呈味力は10:23:6といわれ、グルタミン酸ナトリウム92%や5’-リボヌクレオチド二ナトリウム8%を含む複合調味料などが現在、市販されている。

## 製造法
- RNA分解法や直接発酵法、発酵と合成法の組み合わせによる方法などがある。主に発酵と合成法の組み合わせによる方法が多く用いられている。

## 条件
- 呈味性ヌクレオチドがうま味を呈する条件として以下の三つが挙げられる。

1. プリン核を持つヌクレオチドであること。
2. プリン核の6位の炭素に-OH基を有すること。
3. リボースの5'位がリン酸化されていること。